# 君主の鑑
君主の鑑（くんしゅのかがみ、ラテン語: specula principum; speculum regis, 英語: mirrors for princes; mirrors of princes）または君主鑑（くんしゅかがみ）、君主の鏡は、中世ヨーロッパの文学ジャンルの一つ。鑑文学の一種。君主の教育を目的として、理想的・模範的な君主のあり方を述べた書物。

## 概要
似た形式の書物は、他の時代や地域にもあるが、中世ヨーロッパにおいては、アウグスティヌス『神の国』第5巻24章「キリスト教皇帝の幸福とは何か」を端緒とする。特に8世紀から9世紀（カロリング・ルネサンス期）、および12世紀から13世紀（12世紀ルネサンス期）に流行し、聖職者・神学者によって書かれた。
内容は、現実的で主体的な政治術ではなく、キリスト教道徳に基づく理想的な君主の人格について述べており、16世紀のマキャベリ『君主論』の対極にあたる。多用される手法として、「範例」の引用、すなわち歴史上の君主の言行を引用して模範や教訓とする、という手法をとる。この手法は伝統的な修辞学の手法でもある。引用される君主は、基本的にはダビデやソロモンら旧約聖書の君主だが、12世紀以降はアレクサンドロスやトラヤヌスら異教の君主も引用されるようになった。また12世紀以降は、聖書や教父の著作に加えて、アリストテレスやキケロら異教の哲学者・修辞学者の著作からも影響を受けるようになった。
現代の学界では、1920年代から研究されるようになったが、21世紀初頭に至ってもなお未開拓の研究対象である。というのも、作品の数が膨大で、その大半が写本のまま放置されていること、また、近代的観点からみれば退屈で型にはまったキリスト教道徳を説くという先入観が根強いことなどによる。一方で、イスラム世界における類似の作品群との比較も行われている。

## 主な作品

### 中世ヨーロッパ
- アウグスティヌス『神の国』第5巻24章「キリスト教皇帝の幸福とは何か」[4]

- サン=ミイェルのスマラグドゥス（英語版）『王の道』[11]
- オルレアンのヨナス（英語版）『王の教育について』[11][12]
- セドゥリウス・スコトゥス『キリスト教徒の君主について』[11]
- ヒンクマルス（英語版）『王の人格と王の義務について』[11]

- ソールズベリのジョン（英語版）『ポリクラティクス』[11] - 国家有機体説・暴君放伐論・国家に対する教会の優位などを論じる[13]。
- トマス・アクィナス『君主の統治について　謹んでキプロス王に捧げる』[11] - 暴君放伐論・国家と教会の関係などを論じる[14]。

### 中世ヨーロッパ以外
- クセノフォン『キュロスの教育』[15]
- イソクラテス『ニコクレスに与う』[3]
- ディオン・クリュソストモス『王政論』[3]
- ニザーム・アルムルク『統治の書』[2]
- イブン・アッティクタカー『アルファフリー』